# Anthonympha
Anthonympha is een geslacht van vlinders van de familie koolmotten (Plutellidae).

## Soorten
- A. devota Meyrick, 1913
- A. duplicata Meyrick, 1913
- A. oxydelta (Meyrick, 1913)
- A. speciosa Moriuti, 1974